# Samogłoska prawie otwarta przednia niezaokrąglona
Samogłoska prawie otwarta przednia niezaokrąglona – typ samogłoski spotykany w językach naturalnych. Symbol, który przedstawia ten dźwięk w Międzynarodowym Alfabecie Fonetycznym, to æ (ligatura ae).

## Języki, w których występuje ten dźwięk
Samogłoska prawie otwarta przednia niezaokrąglona występuje w językach:
| Język      | Język                  | Słowo  | MAF       | Tłumaczenie | Uwagi |
| ---------- | ---------------------- | ------ | --------- | ----------- | --- |
| angielski  | Received Pronunciation | cat    | [kʰæt]    | "kot"       | Wymowa konserwatywna; niekonserwatywni użytkownicy wymawiają tę samogłoskę jako całkowicie otwartą [a].    |
| arabski    | arabski                | ﺫﻬﺐ    | [ˈðæhæb]  | "złoto"     | |
| czeczeński | czeczeński             | lämnaş | [ˈlæmnəʃ] | "góry"      | |
| duński     | duński                 | Dansk  | [ˈd̥ænsɡ̊]  | "duński"    | Z reguły transkrybowana /a/; niektórzy konserwatywni użytkownicy wymawiają ją jako całkowicie otwartą [a]. |

Prawdopodobnie występowała też w języku prasłowiańskim w wymowie litery jać.
W niektórych językach występuje samogłoska prawie otwarta przednia zaokrąglona, nieposiadająca odrębnego symbolu IPA, zapisywana [æ̹], [ɶ̝] lub [œ̞], kiedy niezbędne jest rozróżnienie:
| Język  | Słowo | MAF      | Tłumaczenie | Uwagi |
| ------ | ----- | -------- | ----------- | --- |
| duński | grøn  | [ˈɡ̊ʁ̞æ̹nˀ] | "zielony"   | Z reguły transkrybowana [ɶ]. Jest to alofon /ø, œ/ po /r/. Niektórzy użytkownicy wymawiają ją tak samo jak [œ]. |